# Henri Herz
Henri (Heinrich) Herz, född den 6 januari 1803 i Wien, död den 5 januari 1888 i Paris, var en österrikisk-fransk pianist.
Herz blev student vid Pariskonservatoriet 1816 och senare utbildad efter Moscheles föredöme, var över ett årtionde världens mest firade pianist och pianokompositör. Förluster på en av honom i Paris öppnad pianofabrik nödgade honom 1845 till en större konsertresa genom Amerika. Efter återkomsten därifrån, 1851, fick hans fabrik ett sådant anseende, att den 1855 på världsutställningen erhöll första pris. Den var vid sidan av Érards och Pleyels de mest erkända i Paris. 
Åren 1842-74 var han professor i piano vid Pariskonservatoriet. Av Herz kompositioner är hans etyder de enda som överlevt. De övriga (konserter, rondon, variationer, arrangemang för piano o. s. v.) ansågs snart tillhöra en ytlig och lättsmält, endast på briljant teknik avsedd riktning, vilken en tid var modern, men sedermera övergavs för de mera haltfulla virtuosverken av tonsättare som Chopin och Liszt.